# Jens Massel
Jens Massel (* 1969 in Köln) ist ein deutscher Musiker, der vor allem durch seine Veröffentlichungen unter den Pseudonymen Senking und Kandis bekannt wurde. Seine Musik ist dem Genre der elektronischen Musik zuzurechnen und umfasst Ambient, Clicks & Cuts sowie Dub-Techno.

## Leben und Wirken
Massel sammelte ab 1990 erste musikalische Erfahrungen als Bassist in verschiedenen Punk- und Indiebands. Ab 1995 wendet er sich verstärkt der elektronischen Musik zu. Im Jahr 1996 erschien unter dem Pseudonym Kandis seine erste Veröffentlichung beim Kölner Label Karaoke Kalk. Später wurde der Titel der ersten EP Senking für ein eigenständiges Projekt genutzt und Massel veröffentlicht seither überwiegend unter dem Alias Senking.
Ab 1996 war Massel neben Oliver Brand und Olaf Karnik Mitglied der Gruppe Genf, deren Instrumentalmusik Einflüsse aus Ambient, Funk, Indie und Techno aufgriff und unter anderem auf Compost Records veröffentlichte. Auf Tomlab erschien 1997 das Projekt-Album Visor mit Stücken von Massel, Jörg Follert und Tom Steinle.
Nach weiteren Veröffentlichungen als Senking auf Karaoke Kalk hatte Massel 1999 einen ersten Kontakt zum Chemnitzer Label Raster-Noton. Mit Untitled / 20' To 2000.June, Massels Beitrag zur Serie 20' to 2000 – twelve releases about the cutting edge of the millenium, gab er sein Debüt auf dem Label.
Darüber hinaus veröffentlichte Massel auch unter dem Projektnamen Fumble sowie gemeinsam mit Michael Cramm als Poto & Cabengo.

## Diskografie

### Alben
- 1998: Senking – Senking (Karaoke Kalk)
- 1998: Fumble – Fumble (Karaoke Kalk)
- 2000: Kandis – 1996-99 (Compilation-Album, Karaoke Kalk)
- 2000: Senking – Trial (Raster-Noton)
- 2002: Kandis – Airflow (Karaoke Kalk)
- 2001: Senking – Silencer (Karaoke Kalk)
- 2001: Senking – Ping Thaw (Karaoke Kalk)
- 2003: Senking – Tap (Raster-Noton)
- 2007: Senking – List (Raster-Noton)
- 2010: Senking – Pong (Raster-Noton)
- 2013: Senking – Capsize Recovery (Raster-Noton)
- 2015: Senking – Closing Ice (Raster-Noton)
- 2018: Reptilicus | Senking – Unison (Artoffact Records)
- 2019: Kandis – Už Poliarinio Rato (M.P.3)

### Singles & EPs
- 1997: Kandis – Senking (Karaoke Kalk)
- 1997: Kandis – Set Tecker (Karaoke Kalk)
- 1998: Kandis – Dilldop (Karaoke Kalk)
- 1998: Senking – EP (Karaoke Kalk)
- 1999: Senking – Ping (Karaoke Kalk)
- 1999: Senking – Untitled / 20' To 2000.June (Raster-Noton)
- 1999: Kandis – Claps (Karaoke Kalk)
- 2000: Senking – Thaw (Karaoke Kalk)
- 2000: Fumble – Untitled (Karaoke Kalk)
- 2001: Fumble – Melo (Karaoke Kalk)
- 2005: Kandis – Jumpstart (Karaoke Kalk)
- 2011: Senking – Tweek (Raster-Noton)
- 2012: Senking – Dazed (Raster-Noton)
- 2014: Senking – Sea Level (Raster-Noton)
- 2016: Senking – Waiting Alpine (-ous)
- 2020: DYL, Senking, DB1 – Uniformity of Nature EP (Detach Recordings)